# القنادلة (أولاد عيسى)
القنادلة هي إحدى مشيخات المملكة المغربية، تتبع جغرافيا و إداريا لإقليم الجديدة و لجماعة أولاد عيسى. يقدر عدد سكانها بـ 3505 نسمة حسب الإحصاء الرسمي للسكان والسكنى لسنة 2004.